# 監督者評議会
監督者評議会（かんとくしゃひょうぎかい、ペルシア語: شورای نگهبان）は、イラン・イスラーム共和国において憲法に定められた上院にあたる機能をもつ会議。
憲法の規定によれば、監督者評議会はイスラーム法学者6名および一般法学者6名のあわせて12名から構成される。前者6名のイスラーム法学者は「現況の必要と問題に意識を持つ者」が最高指導者によって指名され、後者6名の一般法学者は「他の（イスラーム法以外の）法学分野に熟達した法律家を司法権長が指名し、その中からイスラーム諮問議会（マジュレス＝国会）が選出」する。
監督者評議会はきわめて強い権力を有している。権能は憲法の解釈、専門家会議選挙・大統領選挙・マジュレス（国会）選挙の監督および立候補者の審査・認証、さらに「イスラーム諮問議会（すなわちマジュレス）が可決した法案が、シャリーアと憲法に照らしての合法性を保証」すること、すなわち議会通過法案を差し止めるか否かを決定することなどがある。

## 立法過程における機能
監督者評議会によって法案が発議されることはない。これはマジュレス（国会）の機能である。しかしマジュレスを通過した法案はすべて監督者評議会によって審理され、その承認を得てはじめて発効する。したがって監督者評議会の存在なくして、マジュレスは立法における法的資格を持たないことになる。
監督者評議会はマジュレスにおける立法全てに対する拒否権を有する。この拒否の理由となるのは、シャリーアに反するか、憲法に反するかのいずれかである。この審査において、憲法との整合性に関しては12人全員が投票権を持ち、シャリーアとの整合性に関してはイスラーム法学者6名のみが投票権を持つ。
いかなる法案も監督者評議会の拒否にあった場合は、修正のためマジュレスに差し戻される。監督者評議会の判断とマジュレスの決議が一致できない場合は公益判別会議へと送られる。
監督者評議会の立法過程における関与は独特のものである。立法にかかわる憲法第6章は監督者評議会とイスラーム諮問議会（マジュレス）の相互作用について説明しており、憲法91条から97条はすべて第6章の条文である。監督者評議会員がマジュレスにおける法の拒否を許されているのは第96条に基づくものである。

## 司法における機能
監督者評議会は憲法裁判所に類似する機能も持つ。憲法解釈権限が監督者評議会に帰することが定められている。解釈の決定には評議会において4分の3を越える賛成が必要である。ただし、訴訟の形式による法廷そのものを開いての裁判を行うことはない。

## 選挙における機能
国会選挙および大統領選挙における全ての候補者は、立候補に際して監督者評議会の審査と認証を必要とする。またこれは専門家会議選挙でも同様である。憲法の規定によれば監督者評議会は「選挙の監督をおこなう」こととなっている。
監督者評議会は憲法99条における「監督」の語を「認可監督」（نظارت استصوابی）と解釈する。認可監督とは、選挙の適法性および候補者の適性について認可を与える権利の存する監督機能である。これは「監督」の語を上述の認可権の存在しない「告示監督」（نظارت استطلاعی）ととる学説とは対照的である。またさらに「所見監督」（نظارت استنادی）ととる学説もあり、これは選挙の適法性および立候補者の適性についての認可／不認可にあたってはその根拠となる所見を必要とするという考え方である。

## 構成
監督者評議会員はイスラーム法学者と一般法学者から構成される。イスラーム法学者6名はイランの元首たる最高指導者によって指名される。一般法学者6名は司法権長が指名し、その中からマジュレスが選出する。任期は通常6年で、3年ごとに半数が交替する。
最高指導者は監督者評議会員を罷免する権限をもつ。
2007年12月現在の構成は以下の通り。
- イスラーム法学者
  - アフマド・ジャンナティー（アーヤトッラー、議長）
  - サーデグ・ラーリージャーニー
  - モハンマド・レザー・モダッレスィー・ヤズディー
  - モハンマド・モオメン
  - ゴラームレザー・レズヴァーニー
  - モハンマド・ヤズディー
- 一般法学者
  - アッバースアリー・キャドホダーイー（副議長）
  - モハンマド・レザー・アリーザーデ
  - エブラーヒーム・アズィーズィー
  - ゴラームホセイン・エルハーム（報道官）
  - モフセン・エスマーイーリー
  - アッバース・カービー

## 註
1. ↑  Secor, Laura (2007-01-28). “Whose Iran?”. The New York Times Magazine 2008年1月29日閲覧。.
2. ↑  憲法91条
3. 1 2  憲法98条
4. 1 2  憲法99条
5. ↑  憲法96条および94条
6. ↑  憲法94条
7. ↑  “Iranian Legislature approves Funds for Gasoline Imports”.  Radio Free Europe (2006年10月3日). 2008年1月29日閲覧。は監督者評議会による承認が必要であることの例を示す。
8. ↑  憲法93条
9. ↑  憲法4条
10. ↑  憲法112条
11. ↑  憲法110条第9項
12. ↑  http://mellat.majlis.ir/archive/1385/02/18/daytalk.htm
13. ↑  http://www.irisn.com/akhbar/1385/13850331_irisn_00001.htm
14. ↑   http://magiran.com/magtoc.asp?mgID=2982
15. ↑  http://mellat.majlis.ir/archive/1382/01/23/newsdiplomatic.htm
16. ↑  http://www.irannewspaper.ir/1382/820205/html/politic.htm#s210702
17. 1 2  憲法91条
18. ↑  憲法110条